# Die Schlange (2021)
Die Schlange (The Serpent) ist eine britische Thriller-Fernsehserie. Die achtteilige Miniserie basiert auf wahren Begebenheiten und handelt von dem französischen Serienmörder Charles Sobhraj, genannt die Schlange, der im Südostasien der 1970er Jahre zahlreiche Morde vor allem an westlichen Touristen beging, die sich damals auf dem sogenannten Hippie trail befanden. In den Hauptrollen sind Tahar Rahim, Jenna Coleman und Billy Howle zu sehen. Regie führten Tom Shankland und Hans Herbots nach Drehbüchern von Richard Warlow und Toby Finlay. Im britischen Fernsehen hatte die erste Folge am 1. Januar 2021 Premiere, die weiteren Folgen wurden im Wochenrhythmus gezeigt, während in Deutschland auf Netflix alle Folgen am 2. April 2021 bereitgestellt wurden.

## Inhalt
Die Geschichte spielt hauptsächlich in den 1970er Jahren und folgt relativ eng den Aktivitäten des Serienmörders Charles Sobhraj in dieser Zeit. Mit Hilfe seiner Lebensgefährtin, der Franko-Kanadierin Marie-Andrée Leclerc, und des Inders Ajay lockt er gezielt westliche Touristen an, setzt sie unter Drogen, beraubt und tötet sie. Er stiehlt die Pässe und die Identitäten seiner Opfer, um so getarnt seinen Geschäften als Edelsteinhändler nachgehen zu können. Parallel dazu schildert die Serie die Bemühungen des in Bangkok akkreditierten niederländischen Diplomaten Herman Knippenberg und Angela, seiner Frau, dem Verbrecher auf die Schliche zu kommen. Von der örtlichen Bürokratie und seinen eigenen Vorgesetzten behindert, kann Knippenberg mit seinen Recherchen jedoch schließlich dazu beitragen, dass Sobhraj am Ende gefasst wird.

## Besetzung und Synchronisation
Die deutschsprachige Synchronisation erfolgte durch die SDI Media Germany nach einem Dialogbuch von Christian Langhagen und Andreas Hinz unter der Dialogregie von Andreas Hinz.
| Rolle                | Schauspieler      | Synchronsprecher                                     |
| -------------------- | ----------------- | ---------------------------------------------------- |
| Charles Sobhraj      | Tahar Rahim       | Manou Lubowski                                       |
| Marie-Andrée Leclerc | Jenna Coleman     | Sarah Alles (deutsch) Pamela Ravassard (französisch) |
| Herman Knippenberg   | Billy Howle       | Gerrit Schmidt-Foß                                   |
| Angela Knippenberg   | Ellie Bamber      | Tanya Kahana                                         |
| Ajay Chowdhury       | Amesh Edireweera  | Patrick Baehr                                        |
| Paul Siemons         | Tim McInnerny     | Jörg Hengstler                                       |
| Nadine Gires         | Mathilde Warnier  | Melanie Hinze                                        |
| Remi Gires           | Grégoire Isvarine | Leonhard Mahlich                                     |
| Suda                 | Chicha Amatayakul | Daniela Molina                                       |
| Dagmar Boeder        | Nicole Beutler    | Nicole Beutler                                       |

## Episodenliste
| Nr. | Deutscher Titel | Originaltitel | Erstausstrahlung UK | Deutschsprachige Erstveröffentlichung (D) | Regie         | Drehbuch                    |
| --- | --------------- | ------------- | ------------------- | ----------------------------------------- | ------------- | --------------------------- |
| 1   | Folge 1         | Episode 1     | 1. Jan. 2021        | 2. Apr. 2021                              | Tom Shankland | Richard Warlow, Toby Finlay |
| 2   | Folge 2         | Episode 2     | 3. Jan. 2021        | 2. Apr. 2021                              | Tom Shankland | Richard Warlow              |
| 3   | Folge 3         | Episode 3     | 10. Jan. 2021       | 2. Apr. 2021                              | Tom Shankland | Richard Warlow              |
| 4   | Folge 4         | Episode 4     | 17. Jan. 2021       | 2. Apr. 2021                              | Tom Shankland | Richard Warlow              |
| 5   | Folge 5         | Episode 5     | 24. Jan. 2021       | 2. Apr. 2021                              | Hans Herbots  | Toby Finlay                 |
| 6   | Folge 6         | Episode 6     | 31. Jan. 2021       | 2. Apr. 2021                              | Hans Herbots  | Toby Finlay                 |
| 7   | Folge 7         | Episode 7     | 7. Feb. 2021        | 2. Apr. 2021                              | Hans Herbots  | Toby Finlay, Richard Warlow |
| 8   | Folge 8         | Episode 8     | 14. Feb. 2021       | 2. Apr. 2021                              | Hans Herbots  | Richard Warlow              |